# Comunardo Niccolai
Comunardo Niccolai (* 15. Dezember 1946 in Uzzano; † 2. Juli 2024 in Pistoia) war ein italienischer Fußballspieler und -trainer.
Während seine Trainerlaufbahn ohne große Erfolge verlief und nur von kurzer Dauer war, war Niccolai als Spieler Teil der Mannschaft der US Cagliari, die 1970 die erste und bislang einzige italienische Meisterschaft nach Sardinien holte. Im gleichen Jahr nahm Comunardo Niccolai mit der Nationalmannschaft seines Heimatlandes auch an der Fußball-Weltmeisterschaft in Mexiko teil.

## Spielerkarriere

### Vereinskarriere
Comunardo Niccolai, geboren am 15. Dezember 1946 in Uzzano in der Toskana, begann mit dem Fußballspielen bei einem kleinen Verein in Montecatini Terme, wo er die Jugendabteilungen besuchte. Von dort aus ging er 1963 zum FC Torres, damals zweitklassig. Für Torres spielte der junge Abwehrspieler ein Jahr lang bis Sommer 1964 und machte in dieser Zeit 22 Ligaspiele. Danach wechselte er den Verein und schloss sich dem größten sardischen Verein, dem US Cagliari, an, wo er den steilen Aufstieg des bis dato eher als Provinzclub aufgetretenen Verein miterlebte. Zum Zeitpunkt der Verpflichtung Niccolais 1964 war Cagliari gerade zum ersten Mal in seiner Vereinsgeschichte in die Serie A, die höchste Spielklasse im italienischen Fußball aufgestiegen. Dort konnte sich die Mannschaft von Trainer Arturo Silvestri auch sogleich etablieren und belegte in ihrem Debütjahr einen überraschend guten siebten Platz. Auch in den folgenden Jahren gelang es der US Cagliari, sich problemlos in der Serie A zu halten und Jahr für Jahr mehr Akzente nach oben zu setzen. So sprang in der Saison 1968/69 schon die Vizemeisterschaft, nur vier Punkte hinter dem AC Florenz, heraus. Im Folgejahr landete die Mannschaft von Trainer Manlio Scopigno, der unter anderem Spieler wie Angreifer Luigi Riva, Mittelfeldspieler Angelo Domenghini oder Torhüter Enrico Albertosi angehörten, den großen Wurf und wurde italienischer Fußballmeister. In der Serie A 1969/70 belegte man nach Ende aller Spieltage überraschend den ersten Platz mit vier Zählern Vorsprung auf Inter Mailand. Dieser Titelgewinn stellt bis heute den ersten und einzigen in der Vereinsgeschichte des noch im Jahr des Meistertitels in Cagliari Calcio umbenannten Vereins dar. Comunardo Niccolai hatte einen durchaus mit entscheidenden Anteil an diesem Erfolg, er stand in 29 von 30 Saisonspielen in der Abwehr von Cagliari auf dem Platz.
Nach der Meisterschaft von 1970 ging es mit den Leistungen von Cagliari Calcio wieder etwas bergab, man konnte nicht an die Errungenschaften jener Spielzeit anknüpfen. Comunardo Niccolai spielte bis 1976 bei dem Verein und musste in seiner letzten Saison auf Sardinien noch den bitteren Gang zurück in die Zweitklassigkeit hinnehmen, ganze sechs Jahre nach dem größten Erfolg der Vereinsgeschichte. Danach verließ der Verteidiger Cagliari nach zwölf Jahren, die nur durch ein halbjähriges Intermezzo bei den Chicago Mustangs in den USA unterbrochen wurden, sowie 225 Ligaeinsätzen und vier Treffern, um sich dem AC Perugia, damals genauso ein aufstrebender Klub wie einst Cagliari, anzuschließen. In Perugia spielte Niccolai jedoch nur ein Jahr, machte sieben Spiele und war somit nicht mehr bei dem Verein, als dieser eine Saison lang ohne Niederlage blieb und nur knapp am Gewinn der Meisterschaft scheiterte. Von 1977 bis 1978 ließ Niccolai seine Laufbahn schließlich beim Drittligisten AC Prato ausklingen, mit dem er abstieg.

### Nationalmannschaft
Im Jahr 1970 brachte es Comunardo Niccolai auf insgesamt drei Einsätze in der italienischen Fußballnationalmannschaft. Ein Torerfolg gelang ihm hierbei nicht. Von Nationalcoach Ferruccio Valcareggi wurde er ins Aufgebot der Italiener für die Fußball-Weltmeisterschaft 1970 in Mexiko berufen, wurde aber im Verlauf des Turniers nur einmal eingesetzt. Im ersten Gruppenspiel gegen Schweden (Endstand: 1:0) stand Niccolai in der Startformation, wurde aber bereits in der 37. Spielminute gegen Roberto Rosato getauscht und kam im restlichen Turnierverlauf nicht mehr zum Einsatz. Die italienische Mannschaft indes erreichte bei dieser Weltmeisterschaft das Endspiel, nachdem im Halbfinale Deutschland im so genannten Jahrhundertspiel besiegt wurde. Im Finale unterlag man dann jedoch Brasilien.

## Trainerkarriere
Die Trainerlaufbahn Comunardo Niccolais war sehr kurz. Er betreute zunächst von 1980 bis 1981 den AC Savoia in der Serie C2, das Engagement kam jedoch nicht über ein Jahr heraus. Danach dauerte es über ein Jahrzehnt, ehe der ehemalige Verteidiger wieder einen Trainerposten übernahm, wobei in diese Zeit diverse Tätigkeiten als Co-Trainer fielen. Von 1993 bis 1994 war er Trainer der italienischen Frauennationalmannschaft, gab das Amt aber schon bald an Sergio Guenza ab, um in der Folge als Berater und Scout für den italienischen Fußball zu arbeiten.

## Erfolge
- Italienischer Meister: 1969/70 mit der US Cagliari

## Tod
Niccolai starb am 2. Juli 2024 im Alter von 77 Jahren.